# Bataille de Katia
Campagne du Sinaï et de la Palestine
La bataille de Katia, ou affaire de Qatia (affair of Qatia) pour les Britanniques, se déroule le 23 avril 1916 près de Katia et Oghratina, à l'est du canal de Suez. Dans le cadre de la défense du canal, une force ottomane menée par le général allemand Friedrich Kress von Kressenstein surprend des escadrons de la 5th Mounted Brigade britannique, chargés de protéger la nouvelle voie ferrée et la canalisation d'eau vers Romani. L'attaque ottomane, qui décime une partie importante des forces britanniques, est un succès. Simultanément, une offensive ottomane sur Duidar, près du canal, échoue face à la résistance britannique.
Les forces de Kress von Kressenstein sont actives dans la région depuis la première offensive de Suez en 1915, où trois colonnes attaquent les troupes stationnées le long du canal. Cependant, le renforcement des forces britanniques rend les attaques plus difficiles et met fin à la domination ottomane. Malgré cela, les attaques du 23 avril montrent la détermination ottomane à continuer leur lutte contre les Britanniques.
Face aux attaques ottomanes, les forces de l'Empire britannique doublent leurs effectifs en déployant la 2e brigade de cavalerie légère et la New Zealand Mounted Rifles Brigade à Katia et Romani. La 1re brigade de cavalerie légère australienne et la 52e division d'infanterie britannique rejoignent rapidement ces renforts. Cette concentration de troupes aboutit, début août, à la bataille de Romani, qui se déroule sur le même terrain que la bataille de Katia.

## Contexte historique
Pour contrer la menace que les forces de von Kressenstein font peser sur le canal de Suez, le commandant en chef des forces britanniques en Égypte, Sir Archibald Murray, met en place en 1915 une défense structurée en trois secteurs. Le secteur sud, avec quartier général à Suez, couvre la zone de Suez à Kabrit. Le secteur centre, dirigé depuis Ismaïlia, s'étend de Kabrit à Ferdan. Le secteur nord, dirigé depuis Port-Saïd, inclut la zone de Ferdan à Port-Saïd, avec un poste avancé à El Qantara. Afin de renforcer ces dispositifs, l'Empire britannique améliore les lignes de communication. La voie ferrée qui relie Le Caire et le canal de Suez est également doublée pour faciliter le transport. L'approvisionnement en eau est optimisé grâce au pompage du Nil via le canal d'Ismaïlia, ce qui assure l'alimentation des troupes et des villes riveraines,
À la suite de la campagne de Gallipoli, les Britanniques, qui ont désormais d'importantes troupes disponibles, changent leur stratégie de défense du canal de Suez. Ils ne se contentent plus d'attendre une attaque ennemie le long du canal, mais décident de prendre les devants en s'installant plus à l'est, dans le Sinaï. Le général Archibald Murray, à la tête de cette opération, souhaite établir une base militaire solide à Katia, en y prolongeant la voie ferrée et l'oléoduc. Cette base, qui pourrait accueillir jusqu'à 50000 hommes, permettrait de mieux contrôler la région et de prévenir toute attaque surprise. Dans cette optique, Murray demande l'autorisation au Bureau de la Guerre, le ministère de la Guerre britannique, d'étendre la ligne ferroviaire et l'oléoduc jusqu'à El-Arich, une ville côtière située encore plus à l'est. Il est convaincu qu'en combinant cette avancée avec la destruction des points d'eau situés sur la route centrale et l'élimination des patrouilles régulières ottomanes depuis El-Arich, la sécurité du canal de Suez serait définitivement assurée. Le Bureau de la Guerre approuve l'extension jusqu'à Katia, mais ne prend pas de décision concernant El-Arich.

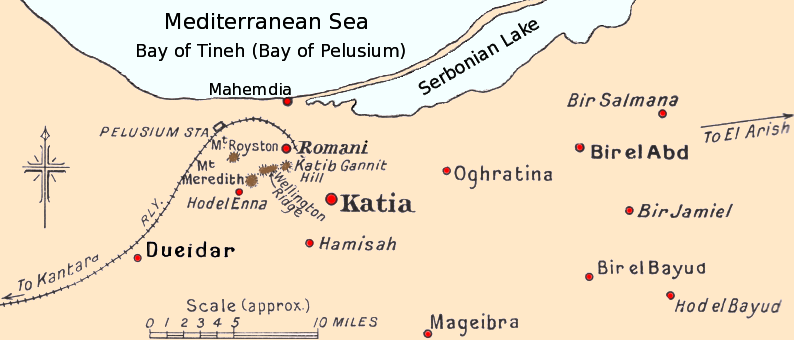
Carte de la région de Katia et Romani.

Le 10 mars, le premier navire qui transporte les rails et les traverses arrive à Kantara. Quatre semaines plus tard, une voie ferrée de 26 kilomètres est construite en direction de Katia par l'Egyptian Labour Corps et les Royal Engineers,. En parallèle, deux nominations importantes ont lieu : Le 6 avril, le brigadier général Edgar Askin Wiggin est chargé du commandement du district de Katia, tandis que le 9 avril, le major général H. A. Lawrence est nommé responsable du secteur no 3 des défenses du canal, qui couvre la section nord.
Pendant ce temps, l'Australian Light Horse et le Bikaner Camel Corps, accompagnés par l'Egyptian Camel Transport Corps qui assure l'acheminement des vivres, des rations et des munitions, mènent plusieurs raids. Ces opérations ont pour objectif de détruire les points d'eau situés sur la route intérieure centrale, qui avaient été utilisés par les Ottomans lors de leur première offensive contre le canal de Suez, fin janvier et début février 1915,.
Pour protéger les ouvriers et les installations ferroviaires, la 5th Mounted Brigade est envoyée à Katia,,. Début avril, l'activité ottomane reprend dans le secteur. Le 5th Light Horse Regiment australien est alors dépêché en renfort et son arrivée est prévue pour le 24 avril.

## Prélude et forces en présence

### Forces ottomanes

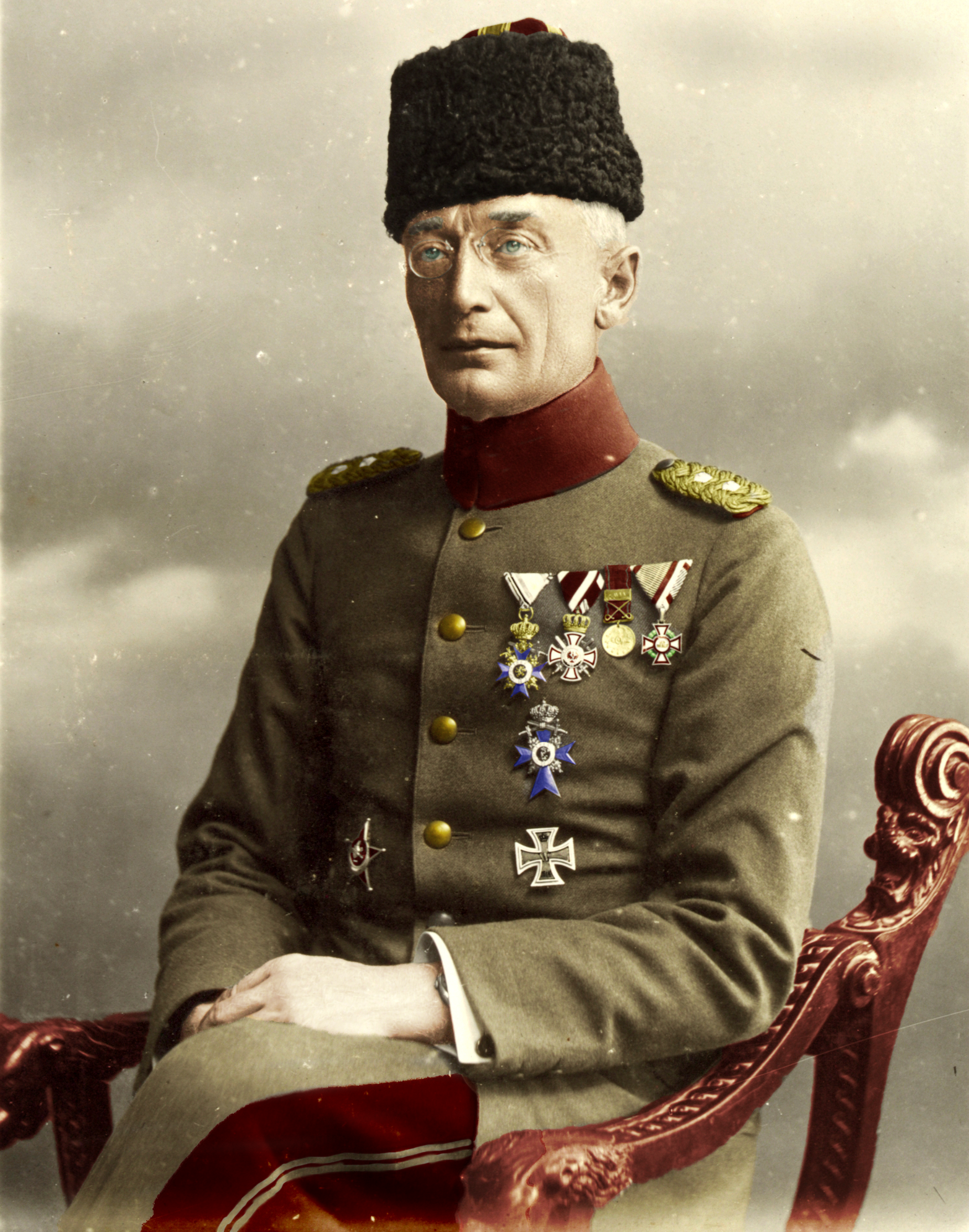
Les forces ottomanes sont menées par le général allemand Friedrich Kress von Kressenstein.

Pour s'opposer à la présence britannique grandissante, Kress von Kressenstein réunit une force de 95 officiers et 3560 hommes. Cette troupe comprend les 1er et 2e bataillons, une compagnie du 3e bataillon du 32e régiment, ainsi qu'un régiment arabe de l'armée irrégulière. Les Ottomans sont équipés de six canons de montagne, une batterie de canon de 75 mm du 8e régiment d'artillerie de campagne, deux canons du 9e régiment d'artillerie de campagne, ainsi que deux ambulances de campagne et une colonne de munitions,,,.
Les forces ottomanes et arabes progressent à travers le Sinaï en suivant la route du nord, parallèle à la côte méditerranéenne. Ce chemin stratégique est ponctué d’oasis luxuriantes, de Bir el Abd à l’est jusqu’à Oghratina, Katia et Romani, près du canal de Suez. Grâce à leurs palmiers dattier et leurs sources d’eau potable, ces oasis rendent viable la traversée du désert qui relie la frontière entre l'Empire ottoman et l'Égypte, à Rafa, jusqu’à El Arish et Romani. Les Britanniques estiment que cette région fertile pourrait à tout moment accueillir 80000 soldats ottomans et permettre à 250000 ennemis de traverser le Sinaï. Ainsi, celui qui contrôle Katia et Romani serait en mesure d'assurer la protection du canal de Suez. L’aviation ottomane, très active, effectue des patrouilles presque quotidiennes. Le 20 avril, elle bombarde le camp récemment établi à Katia, avant de viser Romani dès le lendemain.

### Forces de l'Empire britannique
Le 23 avril 1916, jour de la Saint-Georges et de Pâques, la 5th Mounted Brigade se déploie sur une vaste zone. Elle est composée du Warwickshire Yeomanry, du Royal Gloucestershire Hussars et du Queen's Own Worcestershire Hussars. À Oghrantina, deux escadrons des Worcestershire Hussars, accompagnés de quatre officiers et 60 hommes du génie militaire de la 2/2nd Lowland Field Company de la Royal Engineers, tiennent la position. À Katia, un escadron et une sous-section de mitrailleuses des Gloucestershire Hussars sont présents, soutenus par 40 fantassins des Worcestershire Hussars ainsi qu’un détachement du Royal Army Medical Corps et du Royal Army Veterinary Corps. Plus à l’est, à Bir el Hamisah, les Warwickshire Yeomanry, à l’exception d’un escadron, occupent le secteur aux côtés d’un escadron et d’une troupe des Worcestershire Hussars. Enfin, à Romani, près de Péluse, les Gloucestershire Hussars, là encore amputés d’un escadron, assurent une présence avec une sous-section de mitrailleuses en réserve.
Dans la petite oasis de Dueidar, à 21 kilomètres au sud-ouest de Katia, 156 hommes sont en poste : 120 du 5th bataillon des Fusiliers royaux écossais et 36 du Bikanir Camel Corps, dont quelques hommes du Yeomanry. À 8 kilomètres en arrière, sur la colline 70, le 4th bataillon des Fusiliers royaux écossais de la 52e division d'infanterie occupe une position stratégique.
Le 22 avril, Edgar Askin Wiggin et son quartier général de brigade, accompagnés d’un escadron et d’une troupe de hussards du Worcestershire, rejoignent Bir el Hamisah depuis Katia. Il agit en réponse à un rapport qui signalait la présence d’une force ottomane à Bir el Mageibra, plus au sud. Avec l’accord de son commandant, H. A. Lawrence, il prépare une attaque surprise,. À l’aube du 23 avril, il atteint Bir el Mageibra, où il découvre un grand camp presque vide. Après avoir saccagé les lieux et capturé six prisonniers, il regagne Bir el Hamisah à 9 h, après un trajet de 26 kilomètres. C’est alors qu’il apprend l’existence d’attaques ottomanes en cours.

## Bataille

### Oghratina
Trente-six heures avant l’attaque ottomane, un escadron des Worcestershire Hussars et un détachement des Royal Engineers occupent l’oasis d’Oghratina. Un second escadron les rejoint seulement douze heures avant l’assaut, ce qui laisse peu de temps pour fortifier la position. À 4 h du matin, dans un épais brouillard, les soldats britanniques entendent des pompes en action à environ 460 mètres au sud-ouest. Un officier part en reconnaissance et découvre une soixantaine de soldats ottomans. Pris par surprise, ces derniers subissent de lourdes pertes sous le feu de la Yeomanry. Toutefois, en poursuivant leur avancée, les Britanniques essuient un tir nourri provenant d’une force ennemie bien plus imposante. Peu après, un escadron britannique est anéanti, et, à 5 h 15, le camp entier est assailli par une offensive massive venue du nord, de l’est et du sud-est.
L'attaque ottomane commence par une intense salve de canons légers, de mitrailleuses et de fusils. Bien que le commandant des Yeomanry ait reçu l'ordre de se replier en cas d'attaque massive, il ne peut se résoudre à abandonner les hommes des Royal Engineers. Pendant deux heures, la résistance tient bon, mais à 7 h 45, onze officiers et 135 soldats ont déjà péri. Les survivants, 4 officiers et 42 soldats, sont obligés de se rendre,.

### Katia

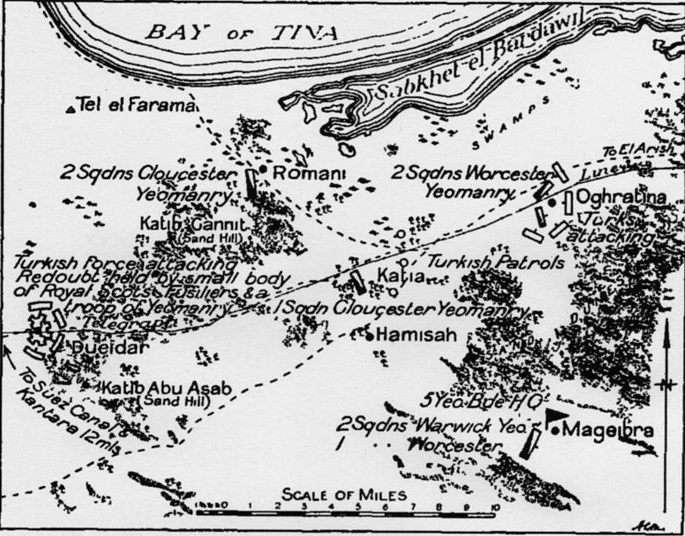
Représentation cartographique des positions occupées par la 5th Mounted Brigade en date du 23 avril 1916.

Dès 3 h 30, l'escadron A des Gloucestershire Hussars, sous le commandement du capitaine Lloyd Baker, se prépare. Une patrouille de reconnaissance est immédiatement dépêchée et revient confirmer l'absence de toute menace imminente dans leur secteur. Peu après, une brève escarmouche les oppose à une petite unité ottomane, qui se retire. Cependant, le calme est de courte durée. Vers 5 h 30, de violents tirs se font entendre au loin depuis Oghratina, signalant une attaque. À 6 h, un premier message confirme que cette attaque sur Oghratina a été repoussée. Pourtant, à 6 h 30, un second rapport annonce que les combats reprennent avec intensité à Oghratina. En même temps, un message en provenance de Romani alerte sur une attaque en cours sur Dueidar, ce qui suggère un élargissement de l'offensive ottomane. Enfin, à 7 h 45, un dernier message signale qu'une autre offensive ottomane, cette fois sur Katia, a été repoussée.
À 8 h 45, une patrouille envoyée vers Oghratina aperçoit 600 soldats ottomans qui avancent vers Katia, répartis en deux longues lignes à environ 2,4 kilomètres. Derrière eux, des troupes en formation serrée et des cavaliers progressent vers le sud-ouest pour encercler la position. À 9 h 45, une batterie de canons de montagne installée près d’Er Rabah ouvre le feu sur Katia depuis le nord-est. En quelques minutes, plusieurs cavaliers sont tués ou grièvement blessés.

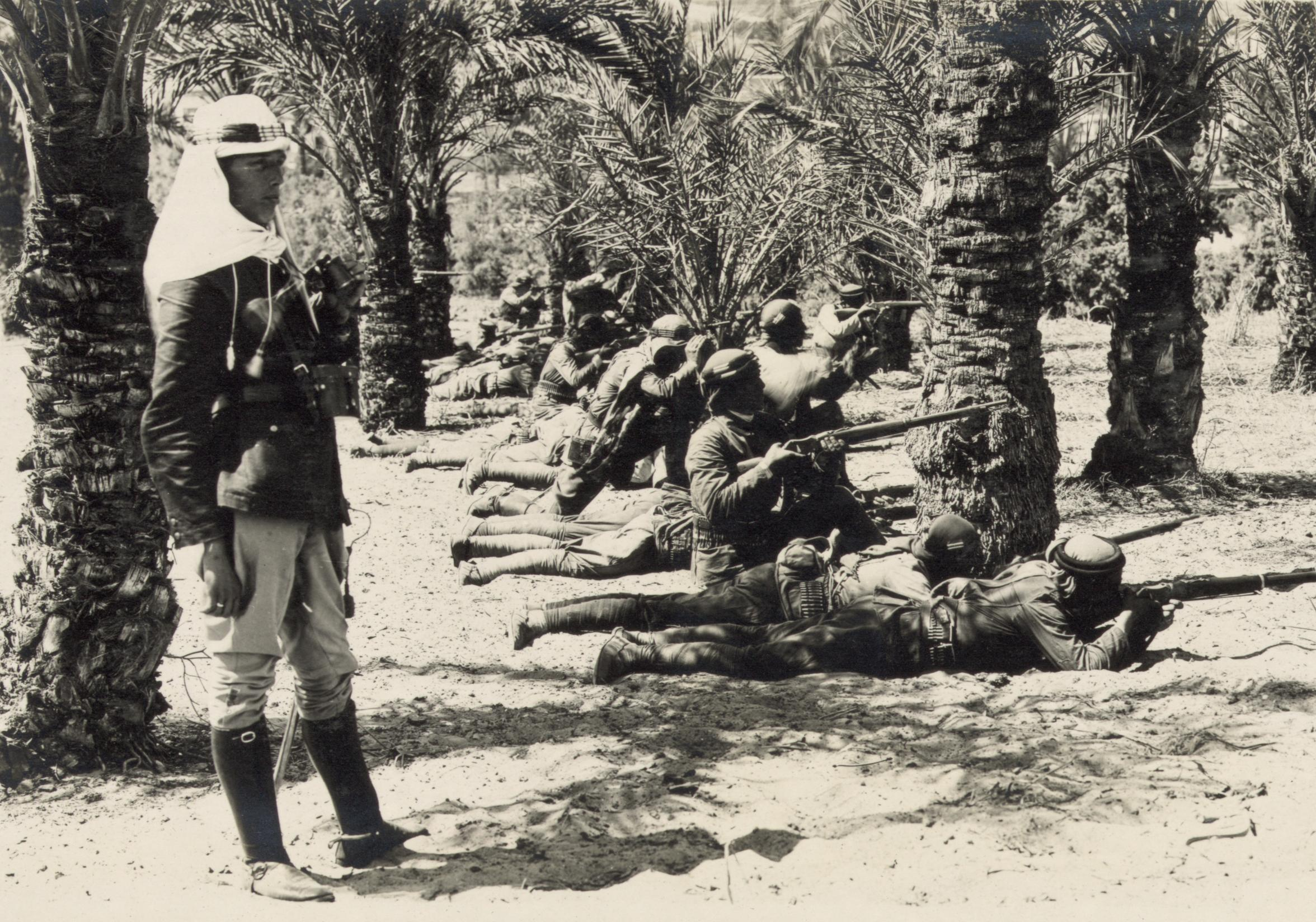
Troupes ottomanes à Katia.

Plutôt que de se replier sur Romani ou Bir el Hamisah, le capitaine Lloyd Baker décide de rester à Katia pour protéger son groupe de Royal Engineers, tout en comptant sur un soutien en provenance de Romani. Son escadron du Gloucestershire ouvre un feu soutenu contre les Ottomans, dont le nombre ne cesse de croître. Peu avant 10 h, des renforts britanniques arrivent : les Gloucestershire Hussars depuis Romani et les Worcestershire Hussars depuis Bir el Hamisah. Ils atteignent la garnison, désormais sous le commandement du lieutenant-colonel Charles Coventry. Les Ottomans intensifient leurs tirs et resserrent leur encerclement, et, peu avant 15 h, parvenus à 50 mètres, ils lancent l’assaut. Le flanc des Gloucestershire Hussars s’effondre, ce qui oblige Coventry à ordonner la reddition.
Vers 13 h 30, Coventry ordonne au capitaine W.H. Wiggin d’amener les chevaux pour faciliter la fuite des soldats. Avant d’y parvenir, Wiggin s’effondre, blessé. Lorsqu’il reprend connaissance, le camp est tombé. Il parvient alors à s’échapper avec les chevaux et les derniers cavaliers encore en vie et rejoint les Yeomanry en retraite. Au total, quatre-vingts hommes parviennent à s'échapper, Wiggin étant le seul officier survivant d’Oghratina et de Katia. Les Gloucestershire Hussars comptent 4 officiers et 16 soldats tués, 15 blessés ainsi que 64 prisonniers. Les Worcestershire Hussars subissent des pertes encore plus lourdes avec 9 officiers et 101 soldats tués. Parmi les survivants, 235 sont capturés. Le régiment est presque entièrement anéanti, et, après la bataille, seuls 54 sous-officiers et soldats restent en état de combattre.

### Dueidar
À Dueidar, un garnison de 156 hommes défendent une zone de 410 mètres sur 140, qui inclut six petites redoutes. À 4 h du matin, un officier part enquêter sur la coupure de la communication avec Katia. Le commandant de la garnison visite les postes sous son commandement et envoie une patrouille au sud-est, tout en ordonnant à ses hommes d'être en alerte.  La patrouille ne détecte rien dans le brouillard, mais à 5 h 17, une sentinelle aperçoit un important groupe de soldats ottomans et ouvre le feu. Le coup de feu alerte la redoute la plus proche, forte de 50 hommes et d'une mitrailleuse Lewis, et qui dès lors font face aux soldats ennemis. Les attaquants sont mis en déroute et s'enfuient, en laissant derrière eux vingt victimes, morts ou blessés, alors que l'artillerie de montagne ottomane ne parvient pas à trouver les positions britanniques. À 7 h, les Ottomans tentent de déborder les Britanniques par le sud, mais un petit ouvrage défensif tenu par un sous-officier et six hommes stoppe leur avancée. Peu après, les Ottomans relancent l'assaut sur la redoute sud-est et certains d'entre eux parviennent à s'approcher des obstacles de barbelés, mais un feu nourri les repousse à nouveau.

### Renforts britanniques et australiens
Le brigadier-général Wiggin ordonne au Worcestershire Yeomanry de faire boire leurs chevaux à Bir el Hamisah, puis de se diriger vers Katia. Cependant, avant que l'abreuvage ne soit terminé, ils entendent des obus exploser à Katia. Ils partent donc en urgence à 9 h 50 pour renforcer la ligne de l'escadron de Gloucester, qui se trouve sur leur gauche.
Après avoir fait boire leurs chevaux à Bir el Hamisah, les escadrons restants du Warwickshire Yeomanry partent à 10 h 30 pour attaquer Hod um Ugba, situé au nord-est de Katia, à mi-chemin entre les deux points. Une heure plus tard, Wiggin les rejoint avec ses troupes avec le même objectif en vue. Cependant, ils sont rapidement attaqués par les Ottomans. Malgré une forte résistance, Wiggin avance d'environ 1,6 kilomètres vers 13 h 45. Il remarque alors une agitation parmi les chameaux à Katia et voit les tentes du camp en feu. Il décide donc de se retirer à Bir el Hamisah.
Des renforts venus de Romani, menés par le lieutenant-colonel Yorke, attaquent les Ottomans au nord de Katia, mais sont rapidement repoussés. Entre-temps, cinq groupes et une section de mitrailleuses des Hussards du Gloucestershire partent de Romani à 10 h 15 avec pour mission d'intercepter une colonne de 500 soldats ottomans qui se retirent de Dueidar. Peu après leur départ, des tirs en provenance de Katia parviennent jusqu'à eux, et depuis un point d'observation, ils aperçoivent l'artillerie ottomane, au nord d'Er Rabah, qui pilonne violemment le camp. Les Hussards du Gloucestershire avancent alors vers l'artillerie ennemie, qui, après une brève cessation de tir, se replie. Dans la foulée, les Hussards repoussent quelques soldats ottomans au sud de Hod um Ugba, mais leur progression est bientôt stoppée par l'arrivée de renforts ottomans. Face à la puissance des attaques ennemies, un repli progressif devient nécessaire, ponctué de pauses régulières pour permettre l'évacuation des blessés vers Romani.
Cependant, les Hussards du Gloucestershire, partis de Romani, ignorent tout de la présence de Wiggin et de ses renforts sur l'autre flanc. Ce n'est qu'aux alentours de 15 h, alors qu'il est déjà trop tard, qu'ils finissent par les apercevoir. Wiggin, quant à lui, a repéré la force de Yorke une heure auparavant, mais toutes ses tentatives pour établir une communication avec le lieutenant-colonel restent vaines.
Dueidar reçoit le renfort de deux compagnies du 4e bataillon des Royal Scots Fusiliers, venues de la colline 70 (hill 70), située sur la voie ferrée à 8 kilomètres en arrière. À leur approche de Dueidar, un petit détachement est envoyé vers la redoute sud-est. La ligne de tir ottomane se révèle être au sud de la piste Dueidar-Katia, à 180 mètres du principal redoute. Peu après la levée de la brume, un avion britannique largue un message affirmant que la principale force ottomane est en déroute, et seuls quelque 150 fusiliers continuent le combat. Un escadron du 5e régiment de cavalerie légère australienne arrive de Kantara à midi et se lance à la poursuite de la force ottomane en direction du sud-est. Au même moment, la garnison de Dueidar attaque l'arrière-garde ottomane, qui cède et s'enfuit en abandonnant dix-sept soldats, qui sont faits prisonniers. Les hommes du 5e régiment de cavalerie légère arrive à Dueidar à 13 h 30 et reprend la poursuite. Ils capturent un officier ainsi que 31 soldats et tuent 75 autres soldats ennemis. Les pertes britanniques s'élèvent à 55 tués.

## Conséquences
Le commandant de la 5th Mounted Brigade se résout à opérer un repli stratégique en direction du canal de Suez.  Aussitôt, les deux escadrons stationnés à Romani se portent à sa rencontre pour le rallier, en abandonnant sur place une part considérable de leur équipement afin de pouvoir rejoindre Bir el Nuss par une marche nocturne. Wiggin parvient enfin à Dueidar à 9 h, le 24 avril, à la tête de deux escadrons. La 5th Mounted Brigade s'avère avoir été totalement surprise ; son commandant et son importante force de réserve se retrouvent ainsi fâcheusement positionnés au plus fort de la crise, induit en erreur par de trompeuses informations, et se trouvent de facto dans l'incapacité de soutenir leurs régiments engagés. À la fin, les escadrons qui se trouvent à Oghratina et Katia sont littéralement décimés, puisque pratiquement la totalité des hommes sont tués, blessés ou faits prisonniers,,,.
Le succès des opérations menées par l'armée ottomane lors de cette bataille a mis en évidence la capacité offensive et la détermination des forces sous le commandement de Friedrich Kress von Kressenstein. Plus précisément, cette victoire illustre l'application de tactiques considérées comme efficaces, notamment un bon synchronisation des attaques et le recours à la déception. Cependant, le succès ne se limite pas à la stratégie du commandement, car cette victoire est également due à la capacité de l'infanterie ottomane, qui a réussi à traverser la péninsule du Sinaï et à maintenir une condition physique qui leur permet de mener des attaques avec force et détermination,,.
Le 24 avril, Romani est de nouveau occupée, et le commandant de l'Australian and New Zealand Mounted Division, en la personne du major-général Harry Chauvel, assume le commandement des positions avancées. La 2e brigade de cavalerie légère ainsi que la New Zealand Mounted Rifles Brigade, toutes deux issues de la division montée, reçoivent la directive de progresser vers Romani et procèdent à la réoccupation de la zone sans rencontrer la moindre résistance de la part des forces ottomanes,,. La 52e division d'infanterie vient renforcer la garnison de Dueidar avant d'être placée sous l'autorité de Chauvel.
Au lendemain de la bataille, la zone passe sous le contrôle des forces britanniques, lesquelles y établissent leurs principales bases à Romani et à Kantara. Des patrouilles et des missions de reconnaissance méthodiques sont déployées dans la zone des oasis, jusqu'à ce que la problématique soit définitivement résolue lors de la bataille de Romani en août 1916, où les forces de l'Empire britannique obtiennent un triomphe décisif.